# Zajączek i jego przyjaciele
Zajączek i jego przyjaciele (ros. Ушастик и его друзья) – seria krótkometrażowych filmów lalkowych zrealizowana przez Olgę Rozowską, powstała na podstawie scenariusza Grigorija Ostera.

## Serie
- 1. Ушастик (1979)[2]
- 2. Когда Медвежонок проснётся (1979)[3]
- 3. Zajączek i jego przyjaciele (Ушастик и его друзья) – trzeci film z serii, obejmuje dwie historie: Jak Zajączek chciał dorosnąć (Как Ушастик хотел вырасти) i Jak Gąsiorek się zgubił / O gąsiorku, który się zgubił[4][5] (Как Гусенок потерялся) (1981)[6].
- 4. Zajączek i jego przyjaciele: Polowanie (Как Гусёнок на Лису охотился) (1982)[7]
- 5. Zajączek i jego przyjaciele: Tajemnicza zguba (Таинственная пропажа) (1982)[8].

## Obsada (głosy)
- Marija Winogradowa – Zajączek, Niedźwiadek, Lisiczka, Wilczek, Gąsiorek i inne postacie (serie «Ушастик», «Ушастик и его друзья», «Таинственная пропажа», «Как Гусёнок на Лису охотился»)
- Kłara Rumianowa –  wszystkie postacie (seria «Когда Медвежонок проснётся»)
- Michaił Kozakow – Wrona (seria «Таинственная пропажа»)

## Wersja polska
- Wersja polska: Studio Opracowań Filmów w Łodzi
- Reżyseria: Grzegorz Sielski
- Dialogi: Elżbieta Marusik
- Dźwięk: Elżbieta Matulewicz
- Montaż: Ewa Rajczak
- Kierownictwo produkcji: Bożena Dębowska

Źródło: